# 1386
1386. је била проста година.

## Догађаји
- 4. март — Велики кнез Литваније Јогајла је крунисан за пољског краља Владислав II Јагело, чиме је успоставио династију Јагелон.
- 21. новембар — Тамерлан је заузео и опљачкао грузијску престоницу Тбилиси, одвевши краља Баграта V у заробљеништво.
- Битка код Плочника (1386) Први Османски напад на Српско царство је одбијен. Крајем године османлије су заузеле град Ниш.

## Смрти
- Виоланта Висконти

- Добротица

- Карло III Напуљски

- Леополд III, војвода Аустрије

- Никола I Горјански

- Стефан Урош (син Симеона Уроша)

- Таједин паша